# 兼尾瑞穂
兼尾 瑞穂（かねお みずほ、1996年9月28日 - ）は、日本の女優、タレント。
埼玉県出身。元東宝芸能所属。

## 略歴
- 姉が芸能活動をやりたいと言ったのがきっかけで、NEWSエンターテインメントに所属する。2007年、ドラマ『新幹線ガール』でデビュー。
- 2009年、『ヘキサゴンオーディション』に応募、本人の模様も2009年10月12日深夜の『ヘキサゴンオーディション2009後編』（『登龍門・ニューカマーズ』枠）にて放送。ここでは第3次審査までは進出したものの、決勝大会進出はならなかった。
- 2011年、第7回東宝「シンデレラ」オーディションのファイナリストに進出。惜しくも受賞は逃したが、東宝芸能のシンデレラルーム所属となる。

## 人物
- 趣味は、ダンス、歌、円周率暗記、英語の暗唱、お笑い番組を見ること。特技はより目。
- 長所は、頑張りやなところ。短所は、不器用なところ。

## 出演

### テレビドラマ
- 新幹線ガール（2007年7月4日、日本テレビ）
- 受験の神様（2007年、日本テレビ）- 大塚加奈 役
- 世にも奇妙な物語 「ゴミ女」（2007年、フジテレビ）- 亜弥 役
- 愛の迷宮（2007年、フジテレビ）- 夏木ゆりあ（少女時代）役
- 笑顔をくれた君へ〜女医と道化師の挑戦〜（2008年3月14日、フジテレビ）- 小林加奈 役
- CHANGE（2008年、フジテレビ）生徒 役

### 映画
- Beauty うつくしいもの（2008年）- 東浦歌子（少女時代）役
- 悪の教典（2012年） - 吉田桃子 役

### CM
- USJ ハロウィン
- TVK 日本ハウス
- バンダイ オリケシ